# Bombardowanie Yarmouth
Bombardowanie Yarmouth – atak okrętów niemieckiej Hochseeflotte na portowe miasto Great Yarmouth na wybrzeżu Anglii. Rankiem 3 listopada 1914 roku siły niemieckie: cztery krążowniki liniowe i cztery krążowniki lekkie zbliżyły się do brzegów Norfolku, gdzie lekkie okręty postawiły zagrodę minową, ciężkie zaś zbombardowały cele brzegowe. Interweniujące okręty Royal Navy również zostały ostrzelane, a jeden z okrętów podwodnych usiłujących zaatakować niemieckie krążowniki zatonął na minie. Powracające do Wilhelmshaven okręty niemieckie miały problemy nawigacyjne z powodu gęstej mgły i powróciły na kotwicowisko dopiero 4 listopada. Tego samego dnia nie biorący udziału w akcji stary krążownik pancerny SMS „Yorck” na skutek błędu nawigacyjnego wszedł na własne pole minowe u ujścia rzeki Jade i zatonął z dużymi stratami wśród załogi.

## Przyczyny
28 sierpnia 1914 roku lekkie okręty Kaiserliche Marine zostały zwyciężone przez siły Grand Fleet pod dowództwem wiceadmirała Davida Beatty’ego w bitwie koło Helgolandu. Starcie to ukazało brytyjską przewagę w wojnie morskiej, ale spowodowało wśród niemieckich oficerów chęć rewanżu. Aby podnieść morale floty niemieckiej i udowodnić jej zdolność do zadawania strat przeciwnikowi, dowództwo Kaiserliche Marine, za zgodą cesarza Wilhelma II, wydało rozkaz zaplanowania ataku na nadbrzeżne miejscowości wschodniej Anglii.
Projektodawcą i wykonawcą planu ataku był kontradmirał Franz von Hipper, dowódca 1. Grupy Rozpoznawczej, grupującej niemieckie krążowniki liniowe. Jego wybór padł na Great Yarmouth na wybrzeżu Norfolku, miasto słabo bronione i znajdujące się w odległości nie przekraczającej 24-godzinnego rejsu z Wilhelmshaven. Według planu cztery krążowniki lekkie miały postawić miny wzdłuż wybrzeża na wysokości Yarmouth i Lowestoft, a krążowniki liniowe zapewnić osłonę tej operacji oraz zbombardować urządzenia nadbrzeżne. W przypadku kontrakcji ciężkich okrętów Grand Fleet, jednostki admirała Hippera miały wycofać się poza linię własnych defensywnych pól minowych i patrolujących Morze Północne U-Bootów.

## Bombardowanie
Niemieckie okręty opuściły kotwicowisko u ujścia Jade 2 listopada o 4.30 po południu (czasu zachodnioeuropejskiego). Zespół dowodzony przez admirała Hippera składał się z krążowników liniowych SMS „Seydlitz” (okręt flagowy), „Moltke” i „Von der Tann”, krążownika pancernego „Blücher” i krążowników lekkich „Straßburg”, „Graudenz”, „Kolberg” i „Stralsund”. Po nocnym rejsie przez Morze Północne okręty dotarły następnego dnia, około 6.30 rano, do wybrzeży angielskich. Po raz pierwszy w czasie I wojny światowej duże niemieckie okręty penetrowały brytyjskie wody wewnętrzne.
Okolice Yarmouth były patrolowane jedynie przez dwa niszczyciele Royal Navy: HMS „Lively” i HMS „Leopard” oraz stary torpedowiec (pełniący funkcję trałowca) HMS „Halcyon”. Ten ostatni ściągnął na siebie ogień jednostek niemieckich. Szczęśliwie uniknął bezpośrednich trafień, jedynie odłamki z wybuchających w pobliżu pocisków raniły trzech członków załogi i zniszczyły anteny radiowe. W tym czasie „Stralsund” rozpoczął stawianie min na torze wodnym. Niemieckie krążowniki liniowe ostrzelały także niszczyciel „Lively”, który stawiał zasłonę dymną mającą ochronić HMS „Halcyon”, również nie uzyskując bezpośrednich trafień. Następnie niemieccy artylerzyści przenieśli ogień na pobliskie miasto, jednak większość pocisków upadła na plażę nie wyrządzając większych szkód. Po zakończeniu stawiania min przez „Stralsund” admirał Hipper zarządził odwrót.
Znajdujące się w okolicy Yarmouth trzy brytyjskie okręty podwodne: D3, D5 i E10 podjęły próbę zbliżenia się do niemieckich okrętów na odległość strzału torpedowego. Żadnemu z nich jednak nie udało się przeprowadzić ataku, zaś D5 wszedł na minę (najprawdopodobniej z postawionej właśnie zagrody minowej bądź dryfującą) i zatonął wraz z niemal cała załogą. Uratowano jedynie czterech marynarzy.
Na wieści o bombardowaniu Great Yarmouth brytyjska Admiralicja nie podjęła początkowo żadnych działań. Ponieważ w mieście i jego okolicach nie było obiektów ważnych z wojskowego punktu widzenia, Brytyjczycy uznali początkowo akcję niemiecką za manewr mający odciągnąć ich uwagę od innych możliwych celów. Dopiero gdy stało się jasne, że jest to jedyny zespół okrętów niemieckich operujący u wybrzeży brytyjskich, admirał Beatty otrzymał rozkaz wyjścia w morze dla ich przechwycenia. Jednak wtedy, około 10.00 rano, jednostki admirała Hippera były już daleko w drodze powrotnej do Wilhelmshaven.
Gęsta mgła ograniczająca widoczność na podejściach do kotwicowiska u ujścia Jade spowodowała konieczność przeczekania przez Niemców całej nocy na morzu. Było to spowodowane obawą omyłkowego wejścia na otaczające tor wodny własne defensywne pola minowe. Nad ranem 4 listopada stary krążownik pancerny SMS „Yorck”, płynący pomimo mgły do stoczni w Wilhelmshaven wypłynął na skutek błędu nawigacyjnego poza tor wodny i po eksplozji dwóch min zatonął ze znacznymi stratami wśród załogi (336, według innych źródeł 235 osób).

## Następstwa
Dowództwo niemieckie uznało bombardowanie Yarmouth za swój sukces, odznaczając admirała Hippera Krzyżem Żelaznym. Pomimo nieznacznych szkód, które wyrządzili: zatopienia na minie jednego okrętu podwodnego i ostrzelania podmiejskiej plaży, co nie mogło zrównoważyć strat wśród załogi SMS „Yorck”, fakt bezkarnego operowania dużego zespołu okrętów u wybrzeży brytyjskich (i wiadomości o niemal równoczesnym zwycięstwie w bitwie pod Coronelem) wpłynął na podniesienie się morale w marynarce. Dowództwo marynarki rozpoczęło planowanie kolejnych, podobnych działań, co zaowocowało atakiem na Scarborough, Hartlepool i Whitby sześć tygodni później.